# Магрофорте Инфериоре (Алесандрија)
Магрофорте Инфериоре је насеље у Италији у округу Алесандрија, региону Пијемонт.
Према процени из 2011. у насељу је живело 23 становника. Насеље се налази на надморској висини од 481 м.